# Laure Pequegnot
Laure Pequegnot, francoska alpska smučarka, * 30. september 1975, Échirolles.
Svoj največji uspeh v karieri je dosegla na Olimpijskih igrah 2002 z osvojitvijo naslova olimpijske podprvakinje v slalomu. V svetovnem pokalu je tekmovala dvanajst sezon med letoma 1994 in 2006 ter dosegla tri zmage in še pet uvrstitev na stopničke, vse v slalomu. V skupnem seštevku svetovnega pokala se je najvišje uvrstila na deveto mesto leta 2002, ko je tudi osvojila slalomski mali kristalni globus.